# Provincia de Isparta
La provincia de Isparta es una de las 81 provincias de Turquía. La provincia está situada en el suroeste de Turquía. Limita al noroeste con la provincia de Afyon, al suroeste con la provincia de Burdur, al sur con la provincia de Antalya, y al este con la provincia de Konya. La capital provincial es Isparta.
- Superficie: 9012 km²
- Población (2007): 419 845 hab.[1]
- Densidad de población: 47  hab./km²

- Distritos (ilçeler):
  - Aksu
  - Atabey
  - Eğirdir
  - Gelendost
  - Gönen
  - Isparta
  - Keçiborlu
  - Senirkent
  - Sütçüler
  - Şarkikaraağaç
  - Uluborlu
  - Yalvaç
  - Yenişarbademli